# Pleuroceras groenlandicum
Pleuroceras groenlandicum är en svampart som först beskrevs av Emil Rostrup, och fick sitt nu gällande namn av M.E. Barr 1978. Pleuroceras groenlandicum ingår i släktet Pleuroceras och familjen Gnomoniaceae.  Arten är reproducerande i Sverige. Inga underarter finns listade i Catalogue of Life.